# Nísyros
«  Nissiros » redirige ici. Ne pas confondre avec Nissiro.
Nísyros ou Nissiros (en grec moderne : Νίσυρος) est une île grecque située dans le Sud de la mer Égée. Elle fait partie du groupe d'îles de la région administrative du Dodécanèse, dont la principale est Rhodes.

## Géographie
D'une superficie de 41 km2 avec un sommet de 698 mètres son origine est volcanique. C'est même le plus jeune volcan de la mer Égée dont la dernière éruption, hydrothermale (ou phréatique), date de 1888. La caldeira du volcan a un diamètre de quatre kilomètres et présente deux cratères. L'île est entourée de quatre îlots eux aussi d'origine volcanique : Gyali, Pergoussa, Pachiá, et Strongyli Kasou. Presque au centre de Nissiros, sur le plateau Lakki, s’ouvre le cratère du volcan éteint, Polybotes (diamètre 260 m et profondeur 30 m). L’odeur du sulfure d'hydrogène est très marquée et le paysage est souvent qualifié de lunaire[réf. nécessaire]. 
La capitale et le port de Nissiros est Mandraki, situé au nord-ouest au pied d’une colline abrupte. La blancheur de ses maisons forme un contraste saisissant avec l’obscurité de la terre volcanique. Au sud de l’île, le village de Nikia se perche sur la crête d’une colline, 400 m au-dessus du niveau de la mer. Ses maisons blanches avec leurs portes et fenêtres vivement colorées et leurs toits de tuiles ponctuent la campagne verdoyante. Nissiros a beaucoup de belles côtes : à Mandraki, Hochlaki, Agia Irini, Avlaki.

## Histoire
Une légende veut que, lors de la guerre entre dieux et géants, Poséidon ait détaché un rocher de Kos pour écraser Polybotès formant ainsi une île. Nissiros est citée dans Iliade d'Homère dans le Catalogue des vaisseaux du deuxième chant (676-680) comme apportant avec Kos, Kalymnos, Kassos, et Karpathos, trente vaisseaux sous le commandement de Phidippe et Antiphos à l'armée grecque menée par Agamemnon et Achille.
L'île est conquise au début du XIVe siècle par les chevaliers de l'ordre de Saint-Jean de Jérusalem, comme le reste du Dodécanèse, qui édifient un château au-dessus de la petite ville. Elle est donnée en fief à plusieurs familles.
L'île est conquise comme ses voisines par les Ottomans, à partir de 1522.
Construite en 1600, une chapelle consacrée à la Panayia Spiliani (Notre Dame de la Caverne) est liée à beaucoup de traditions et enferme une belle icône du XVIIIe siècle.
Les Italiens occupent l'archipel en 1912, puis les Britanniques, avant son rattachement à la Grèce en 1947.

## Économie
Les sources chaudes de l’île, connues depuis l’Antiquité et toujours actives aujourd’hui, se trouvent à Loutra (1,5 km de Mandraki). D'importantes exploitations minières sont en activité sur l'îlot volcanique de Gyali où est extrait la pierre ponce (ainsi que de l'obsidienne) dans une carrière qui couvre un tiers de sa surface et qui a plus de cinquante ans d'activité.
Pali, un pittoresque village de pêcheurs se trouve à l’est de Loutra. L’intérieur de l’île montre une campagne luxuriante, plantée d’oliviers, d’arbres fruitiers, de figuiers et de vignes. Nissiros fait partie des îles du Dodécanèse qui ne sont pas auto-suffisantes en eau. Elle reçoit de l'eau tous les ans (et surtout l'été à cause de la saison touristique) depuis Rhodes, pour un coût moyen de 5 € le mètre-cube.

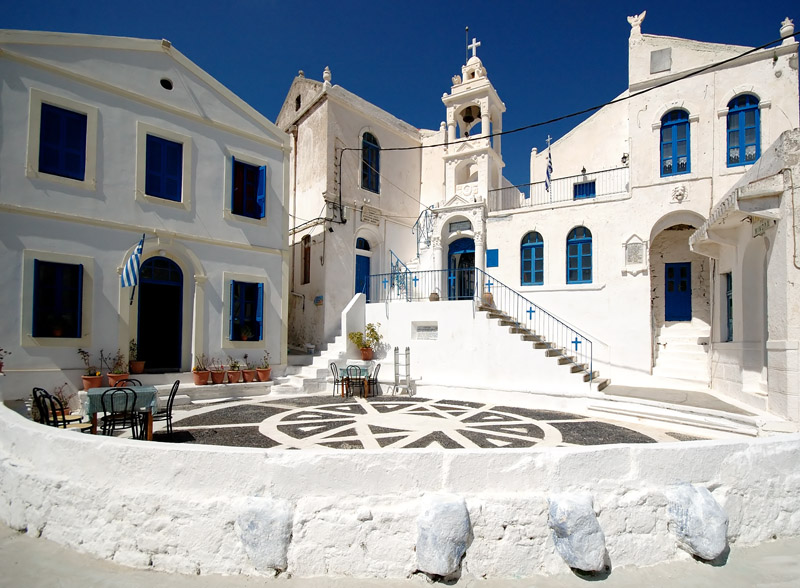
Place principale de Nikia
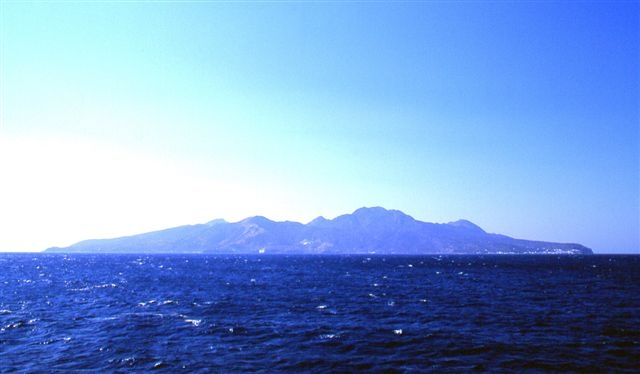
Vue sur Nissiros
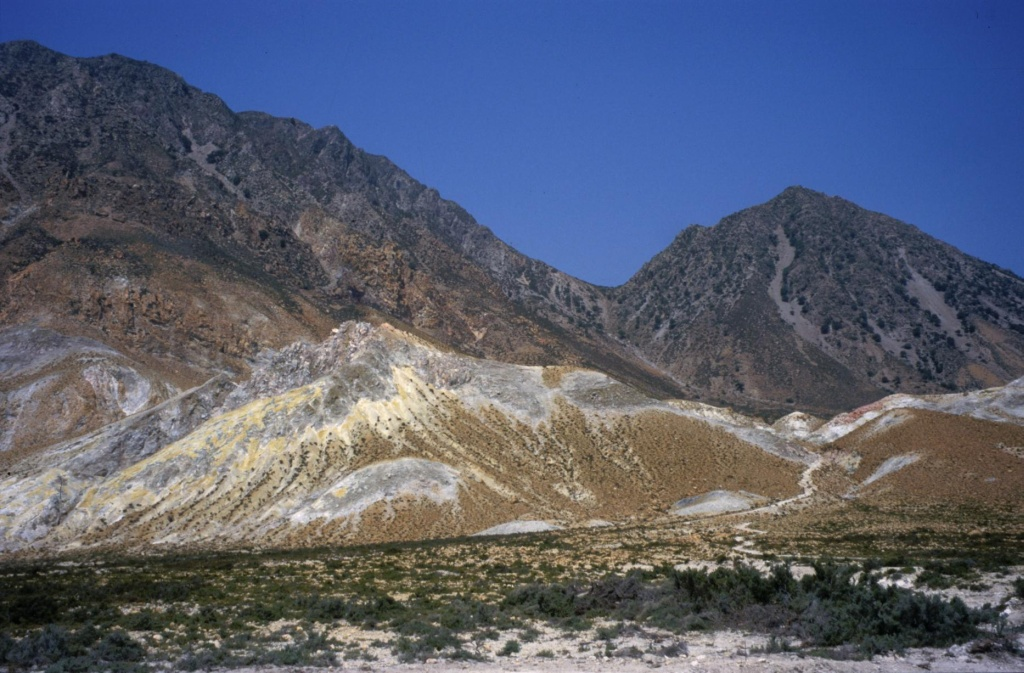
Le cratère de Nissiros
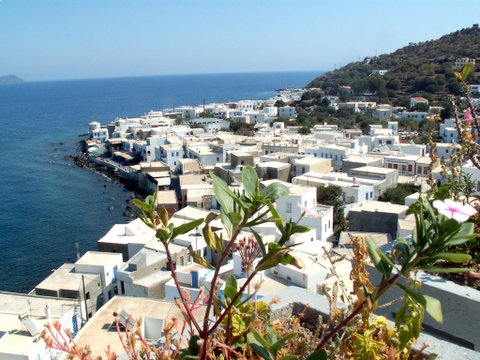
Mandraki, la principale ville
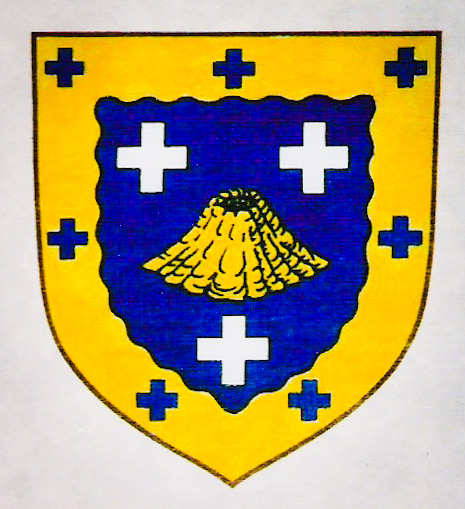
Volcan de Nissiros sur le blason de la famille Nissirios[2],

## Volcanologie
Volcan actif de la mer Égée (éruption phréatique en 1888) et potentiellement dangereux (alerte sismique en 1996-1997), Nisyros a fait l'objet de très nombreuses études volcanologiques (plusieurs centaines de publications scientifiques).

### Contexte géodynamique
L'île de Nisyros (ou Nissiros) appartient à l'arc volcanique sud-égéen (en), dont elle constitue l'extrémité orientale. Presque entièrement formée de matériaux éruptifs, elle fait partie d'un district volcanique comportant également les îles de Kos, Gyali, Paehia, Pergoussa et Strongyli, actif depuis environ 3 millions d'années, et résultant, comme les ensembles plus occidentaux (Kolombo, Santorin, Milos, Égine, Méthana), de la subduction de la plaque africaine sous la micro-plaque égéenne,. L'activité hydrothermale de l'île est connue depuis l'antiquité mais l'étude volcanologique moderne de Nisyros ne débute véritablement qu'avec les travaux de DiPaola en 1974, puis de Vougioukalakis qui montrent les trois stades principaux de la construction de l'île : l'édification d'un stratovolcan, puis la formation d'une caldera accompagnée de plusieurs éruptions pliniennes et du déferlement de deux nappes de ponces et enfin, l'intrusion de plusieurs dômes dans la caldera et au sud-ouest de celle-ci.

### Unités volcano-stratigraphiques
- M : Mandraki
- P : Pali
- N : Nikia
- A : Avlaki
- L : Plaine de Lakki
- S : Cratère Stephanos
- PI : Profitis Ilias (698 m)
- 1 : Kanafia
- 2 : Kremasto
- 3 : Kato Lakki
- 4 : Lies
- 5 : Fournia
- FB : failles bordières de la caldeira
- 6 : Loutra
- 7 : Pali
- a : ponces supérieures
- b : rhyolites de Nikia

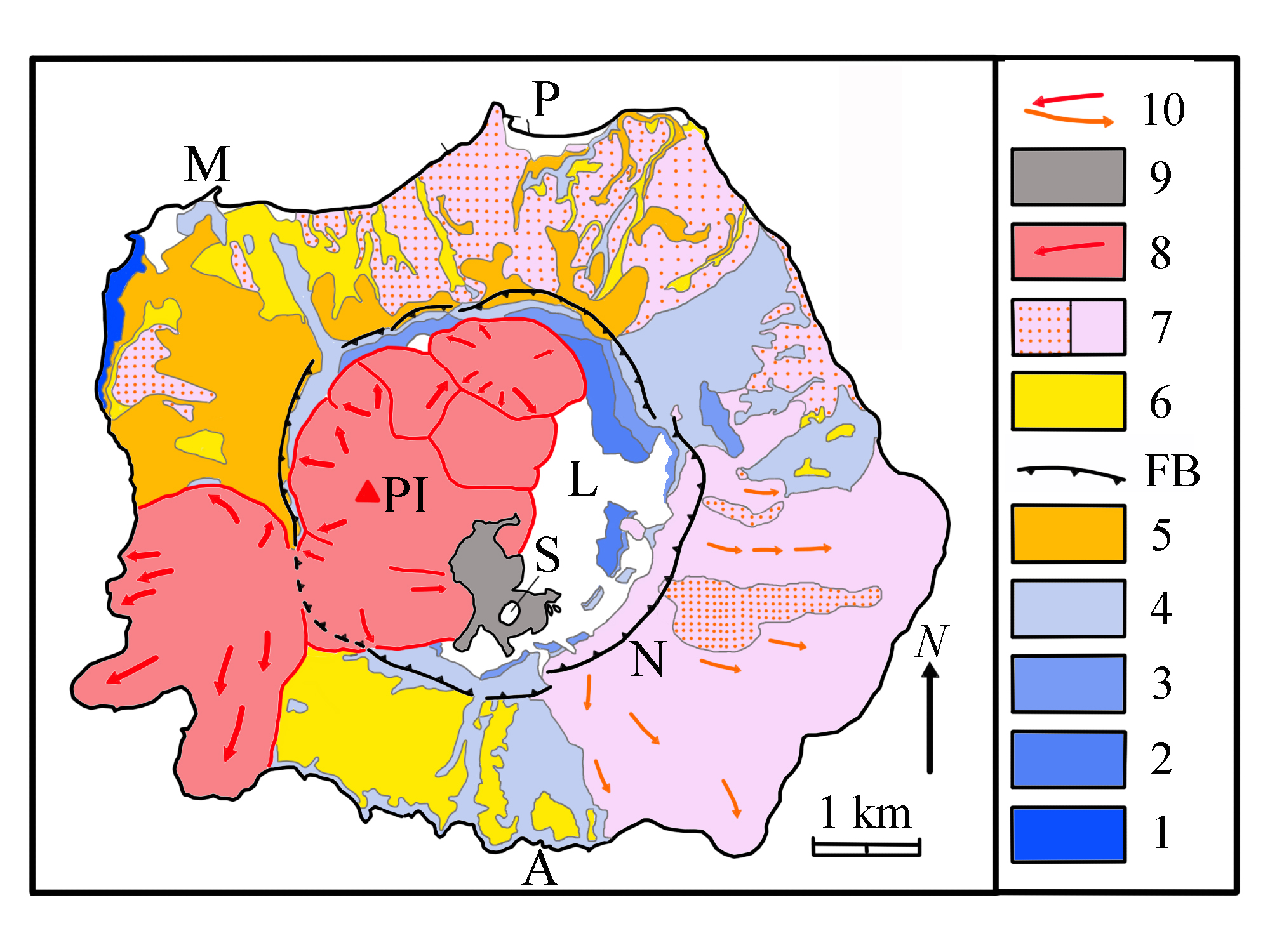
Carte géologique de l'île de Nisyros. Simplifiée par Jules Rhin.
1 : Kanafia
2 : Kremasto
3 : Kato Lakki
4 : Lies
5 : Fournia
6 : Loutra
7 : Pali
8 : Profitis Ilias
9 : Gorceix
- 10 : Direction des écoulements

- 1 : brèche d'effondrement de dômes
- 2 : Ponces inférieures
- 3 : Ponces supérieures
- 4 : Dépôt de déferlante

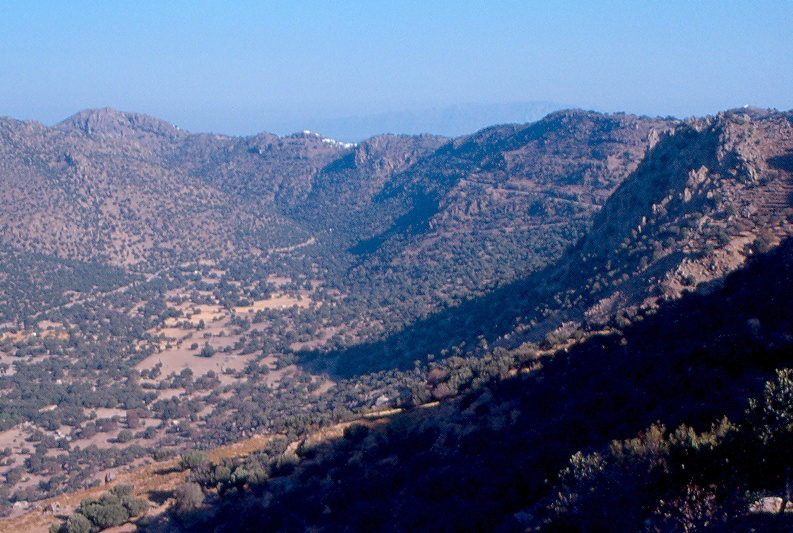
Vue du mur oriental de la caldeira de Nisyros, limitant à l'est la plaine de Lakki ; les reliefs à gauche de la photographie appartiennent aux dômes rhyodacitiques post-caldeira. Au fond, le village d'Emborio.

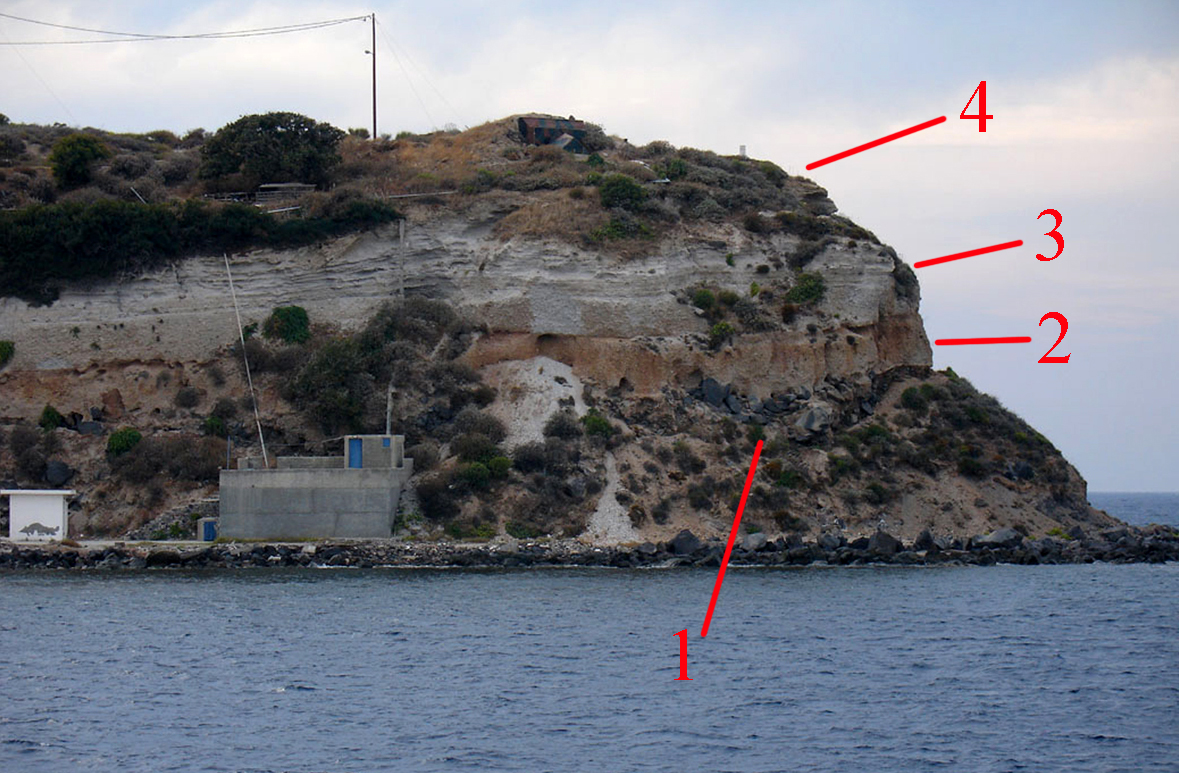
Superposition des formations pyroclastiques à la pointe de Pali. Un paléosol est visible entre les ponces supérieures (3) et les ponces inférieures(4);l'avalanche de débris de Vunari affleure sous la brèche (1):

Une étude exhaustive a été menée au début des années 2000 par une équipe de l'université de Lausanne, complétée en 2018 par une importante monographie publiée par Elsevier. Les travaux de Lausanne sont fondés sur une approche stratigraphique précise basée sur la notion « d'unités limitées par des discordances » (UBSU = Unconformity Bounded Stratigraphic Units), elle est accompagnée d'une carte géologique à l'échelle du 1/12 500e, sur laquelle sont distinguées 36 unités volcano-stratigraphiques regroupées en 8 systèmes principaux. Cette carte diffère des autres documents cartographiques, principalement fondés sur la lithologie. L’utilisation des UBSU comme base de la cartographie volcanologique prête le flanc à la critique, notamment du fait de la très faible extension des unités considérées. Mais dans le cas précis de Nisyros, cette méthode apporte une vision chronologique qui échappe à la cartographique strictement lithologique, en l’absence de datations. La succession chronologique de 8 unités permet de reconstituer l'histoire éruptive du volcan.
L'unité de Kanafia, qui affleure au sud-ouest de Mandraki, comporte des basaltes en coussins (pillow lava) et des hyaloclastites typiquement sous-aquatiques. Ceci amène à souligner qu'une partie importante des formations volcaniques de l'île se sont mises en place sous la mer et ne sont donc toujours pas visibles aujourd'hui. L'unité de Kremasto est constituée de laves aériennes basalto-andésitiques et andésitiques et de pyroclastites andésitiques. L'unité de Kato Lakki a la particularité de comporter des dépôts lacustres à composante volcanique abondante, ainsi que des lapillis et pyroclastites andésitiques. L'existence de lacs témoigne sans doute de la formation d'une ou plusieurs petites caldeiras, ou de cratères assez vastes pour accueillir des cuvettes lacustres. L'unité de Lies montre des coulées, lapillis, dépôts pyroclastiques et déferlantes de composition basalto-andésitiques, mais aussi la première apparition, dans l'histoire connue du volcan, de produits riches en silice, à savoir des coulées dacitiques et rhyolitiques, ainsi que des dômes rhyolitiques.
L'unité de Fournia est caractérisée par d'importants dépôts épiclastiques remaniant les formations volcaniques antérieures et témoignant d'une vigoureuse phase d'érosion. Ils sont accompagnés par des coulées basaltico-andésitiques et des dômes-coulées dacitiques. Les deux unités suivantes ne forment en réalité qu'une seule UBSU (Kardia), mais elles ont été distinguées, car certaines des formations qui les caractérisent sont associées à l'effondrement de la caldeira que l'on connait aujourd'hui. La sous-unité de Loutra comporte à sa base des débris d'avalanche liés à l'écroulement de dômes dacitiques, puis une coulée andésitique, la dernière de l'histoire de Nisyros. Puis intervient l'épanchement des  ponces rhyolitiques inférieures, conséquence d'une puissante éruption plinienne. La sous-unité de Pali débute par des coulées de débris surmontées, sur le flanc est de l'île, par d'épaisses coulées rhyolitiques (aussi appelées formation de Nikia). Une nouvelle éruption plinienne de grande envergure donne lieu à l'épanchement des ponces rhyolitiques supérieures. L'unité de Profitis Ilias débute par des coulées de débris remaniant les ponces supérieures et recouvertes par un fin niveau de ponces vésiculées en provenance de Yali. Puis, dans la caldeira de Lakki, maintenant totalement effondrée, et partiellement sur sa bordure sud-ouest, se mettent en place une série de dômes et de dômes-coulées rhyodacitiques. La dernière unité, celle de Gorceix, regroupe les dépôts et les cratères hydrothermaux, postérieurs à l'histoire éruptive connue, qui occupent la partie sud de la plaine de Lakki. Cette stratigraphie permet de souligner la complexité volcanologique de l'architecture de Nisyros qui a vu le développement, au cours du temps, d'un grand nombre d'appareils et de bouches éruptives donnant une image plutôt complexe, mais réaliste, de l'édification d'un stratovolcan.

### Géochronologie
La stratigraphie donne une très bonne idée de la succession des épisodes volcaniques et de l'évolution progressive de la composition des matériaux éruptifs, depuis des roches pauvres en silice, basaltes et andésites, jusqu'à des roches au contraire très riches, telles que les rhyolites. Cependant, elles ne disposent d'aucun âge précis, aucune méthode radiochronologique n'ayant fourni de résultats précis. Les âges des formations volcanique de Nisyros ne sont approximativement connus qu'à partir des données de la téphrochronologie en mer ou à terre, notamment sur l'île de Lesbos et sur la côte occidentale de l'Anatolie. Le volcanisme de Nisyros est ainsi postérieur à l'éruption du Plateau de Kos, c'est-à-dire à 161 ky. La nappe des ponces supérieures de la seconde éruption plinienne aurait été mise en place 47 000 ans AP,, et les dômes post-caldeira ont fait intrusion après la deuxième nappe de ponces de Yali datée à 37 000 ans AP. L'activité hydrothermale s'est poursuivie depuis cette époque, avec de nombreuses éruptions et explosions phréatiques. Les dernières se sont produites en 1871-1873, puis en 1887.

### Pétrographie, géochimie et pétrogenèse

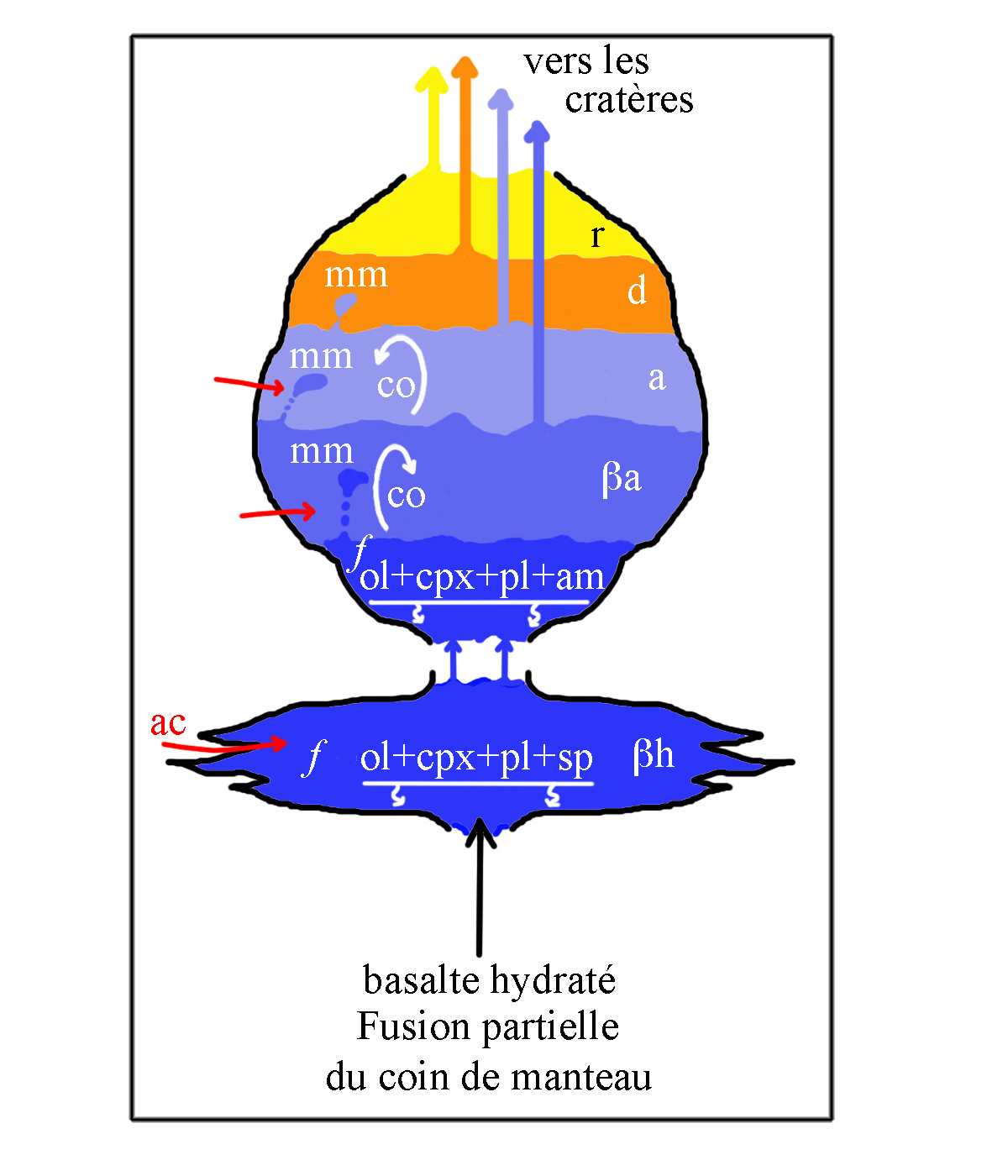
Représentation schématique des réservoirs magmatiques ayant alimenté les éruptions de Nisyros. βh= basaltes hydratés; βa= basaltes andésitiques; a= andésites; d= dacites; r= rhyodacites et rhyolites; f= fractionnement des assemblages conduisant à l'enrichissement en silice des liquides; mm= mélanges de magmas; co= convection; flèches ac= assimilation/contamination. Dessin de Jules Rhin, simplifié d'après Dietrich et Popa.

Les différentes descriptions pétrographiques,, des formations volcaniques sont généralement en bon accord les unes avec les autres. Les basaltes andésitiques et les andésites comportent des phénocristaux d'olivine, d'augite, de plagioclase et d'amphibole ; l'orthopyroxène est présent en quantités notables dans les dacites, en phénocristaux et en liserés réactionnels autour de l'olivine qui devient instable dans ce milieu plus riche en silice; l'orthopyroxène persiste dans les rhyodacites et les rhyolites en s'enrichissant en fer; les phénocristaux d'amphibole, brune à verte, apparaissent également largement dans les dacites, les rhyodacites et les rhyolites. Les phénocristaux de biotites sont exceptionnels et la sanidine est quasiment absente de tous les assemblages minéralogiques. Le quartz est décrit dans de rares rhyodacites et rhyolites. La mésostase de toutes les roches est généralement largement vitreuse. Cette composition minéralogique reflète les caractères d'une série magmatique sursaturée en silice et hydratée, typiquement calco-alcaline, en accord avec sa localisation en arrière d'une zone de subduction; la nomenclature reflète clairement cette appartenance. Les compositions chimiques confirment la nature de la série; les termes les plus mafiques (basaltes andésitiques) seraient issus de la fusion partielle du "coin de manteau" et l'évolution d'un type pétrographique à un autre serait principalement liée au mécanisme de cristallisation fractionnée comme l'indiquent la nature des nombreuses enclaves "homéogènes" dispersées dans les laves et les projections; le comportement de certains éléments conduisent toutefois à admettre une double contamination des magmas primitifs, par les matériaux de la plaque plongeante d'une part, et par la croûte continentale de la plaque chevauchante d'autre part. La différenciation s'est produite dans un ou plusieurs réservoirs magmatiques interconnectés au sein desquels, outre la cristallisation fractionnée, ont eu lieu des mélanges entre les différents magmas, primitifs et différenciés; la convection du magma dans ces réservoirs est sans doute un élément additionnel. La vidange du réservoir le plus superficiel serait à l'origine des nappes de ponces et de l'effondrement de la caldeira.

## Hydrothermalisme

### Sources thermales
Les sources thermales de Nisyros sont connues depuis l'antiquité; il en existe 6 principales, situées  au bord de la mer, là où la nappe phréatique recoupe la topographie : Loutra, Pali Spa, Katsouni, Avlaki, Aghia Irini et Levkos. Les températures aux griffons sont comprises entre 39 et 58°C . Ces eaux ont été exploitées à des fins thérapeutiques (rhumatismes, arthrite, dermatologie), à Pali Spa dès 1889, alors que l'île était sous administration ottomane: un établissement important a été construit sur le site de thermes romains avant d'être saccagé au cours de la seconde guerre mondiale. Une étude détaillée des eaux livrées par ces sources, généralement très riches en Cl et en Na montre qu'elles résultent d'un mélange entre de l'eau de mer et un fluide magmatique primaire dont la température initiale était proche de 200°C; il faut compter en plus avec un peu d'eau de pluie.

### Champ fumerollien de la plaine de Lakki

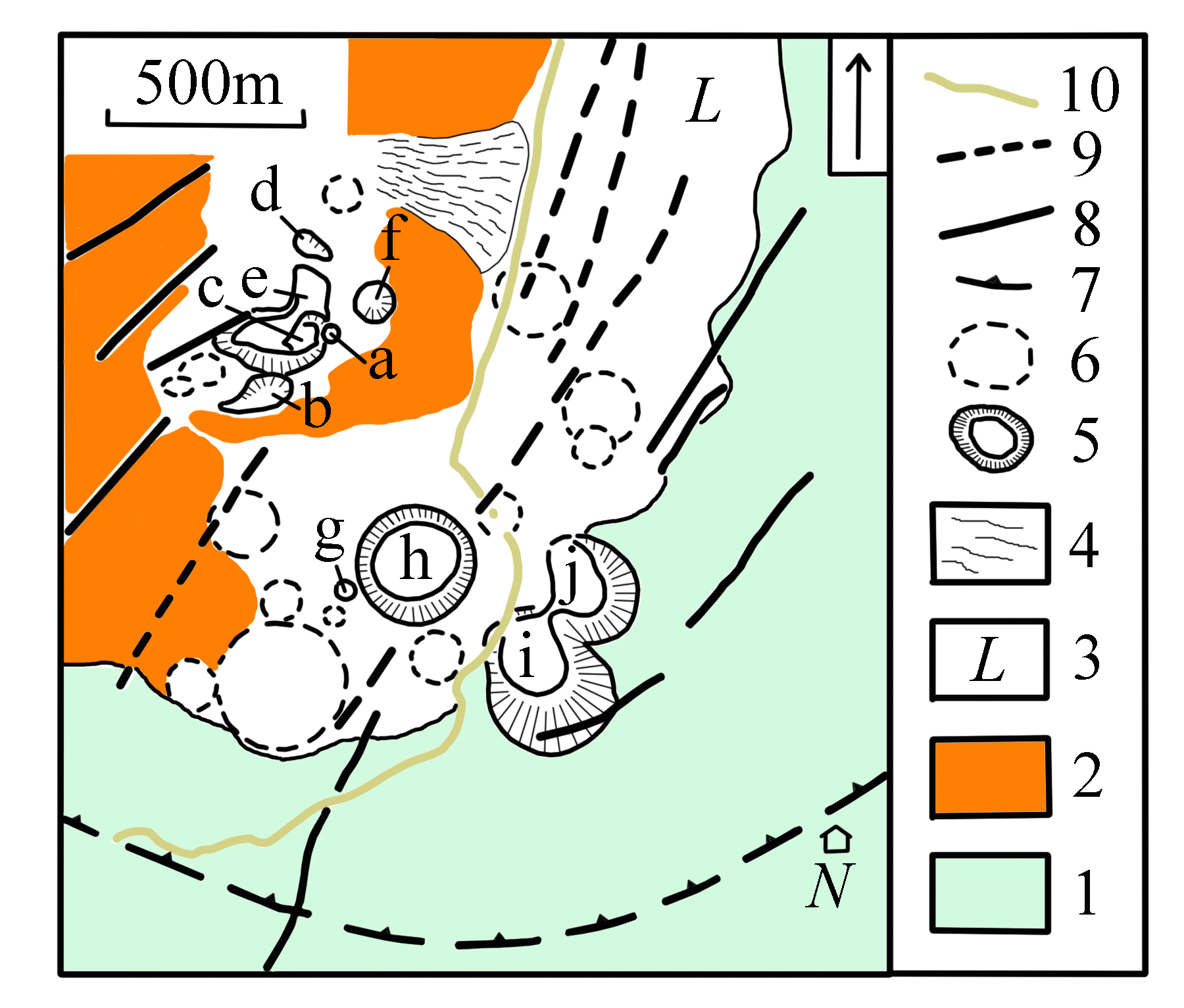
Carte schématique de la zone hydrothermale du sud de la plaine de Lakki,. 1: Formations ante-caldeira et talus d'éboulis; 2: dômes rhyodacitiques post-caldeira; 3: plaine de Lakki; 4: éboulis des dômes; 5: cratères phréatiques; 6: cratères phréatiques dont la morphologie est complètement estompée; 7: faille bordière de la caldeira; 8: faille active visible dans la plaine de Lakki; 9: faille détectée par la géophysique; 10: route.
Cratères phréatiques les plus récents: a = Polybotes Micros (éruptions de 1887); b = Phlegeton (1873); c = Polybotes (1871); d = Achelous; e = Polybotes Megalos; f = Logothetys; g = Andreas; h = Stephanos; i et j = Kaminakia. Lorsque la date n'est pas précisée l'âge des cratères est inconnu. N = Nikia.

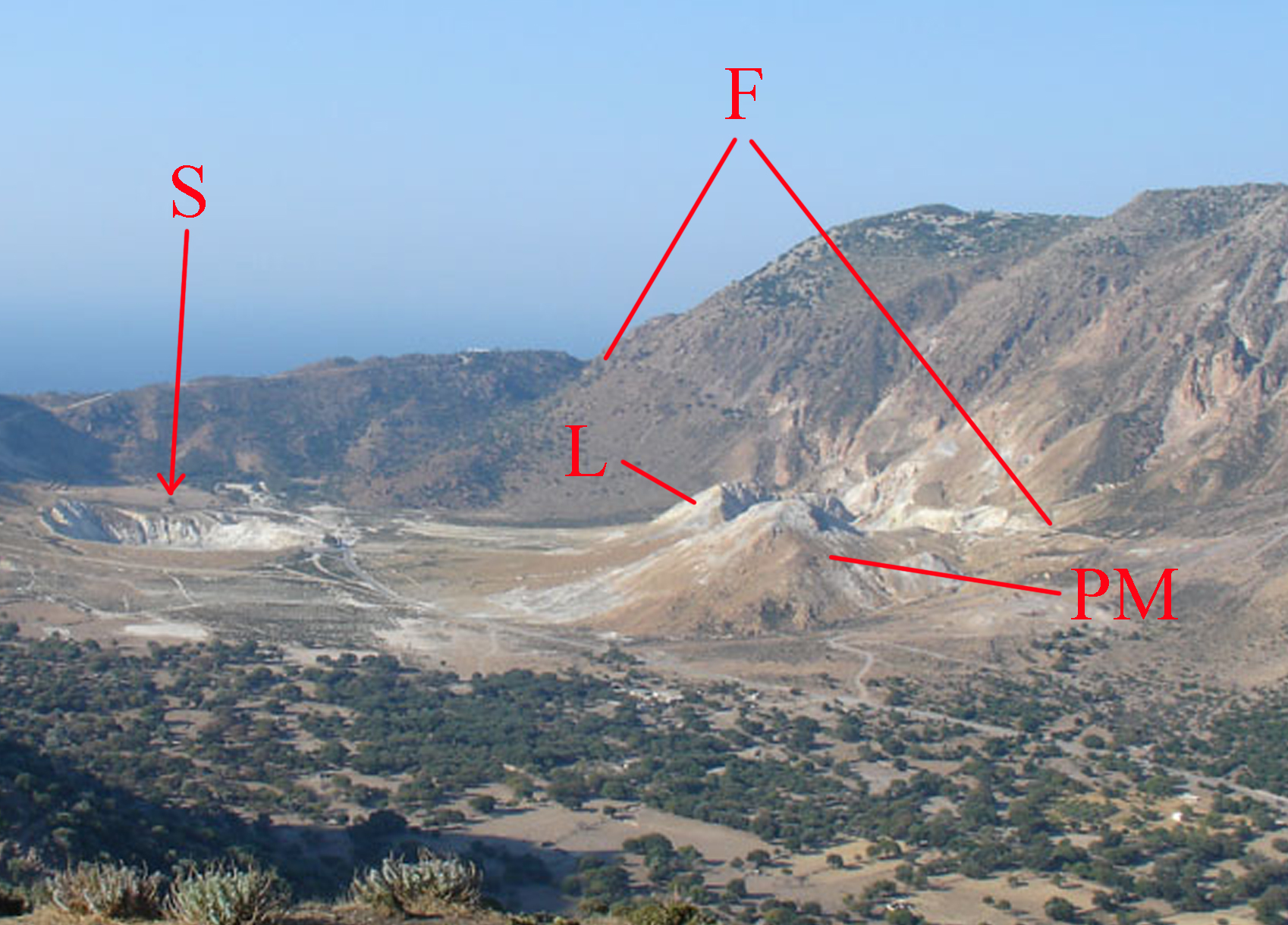
Vue sur les cratères phréatiques de la plaine de Lakki. Le cratère Stephanos S correspond à une ou plusieurs violentes explosions; les cratères Polybotes Megalos PM et Logothetys L résultent d'une accumulation de débris sans doute liée à des explosions répétées. Une faille active F est orientée NE-SO, recoupant les dômes post-caldeira.

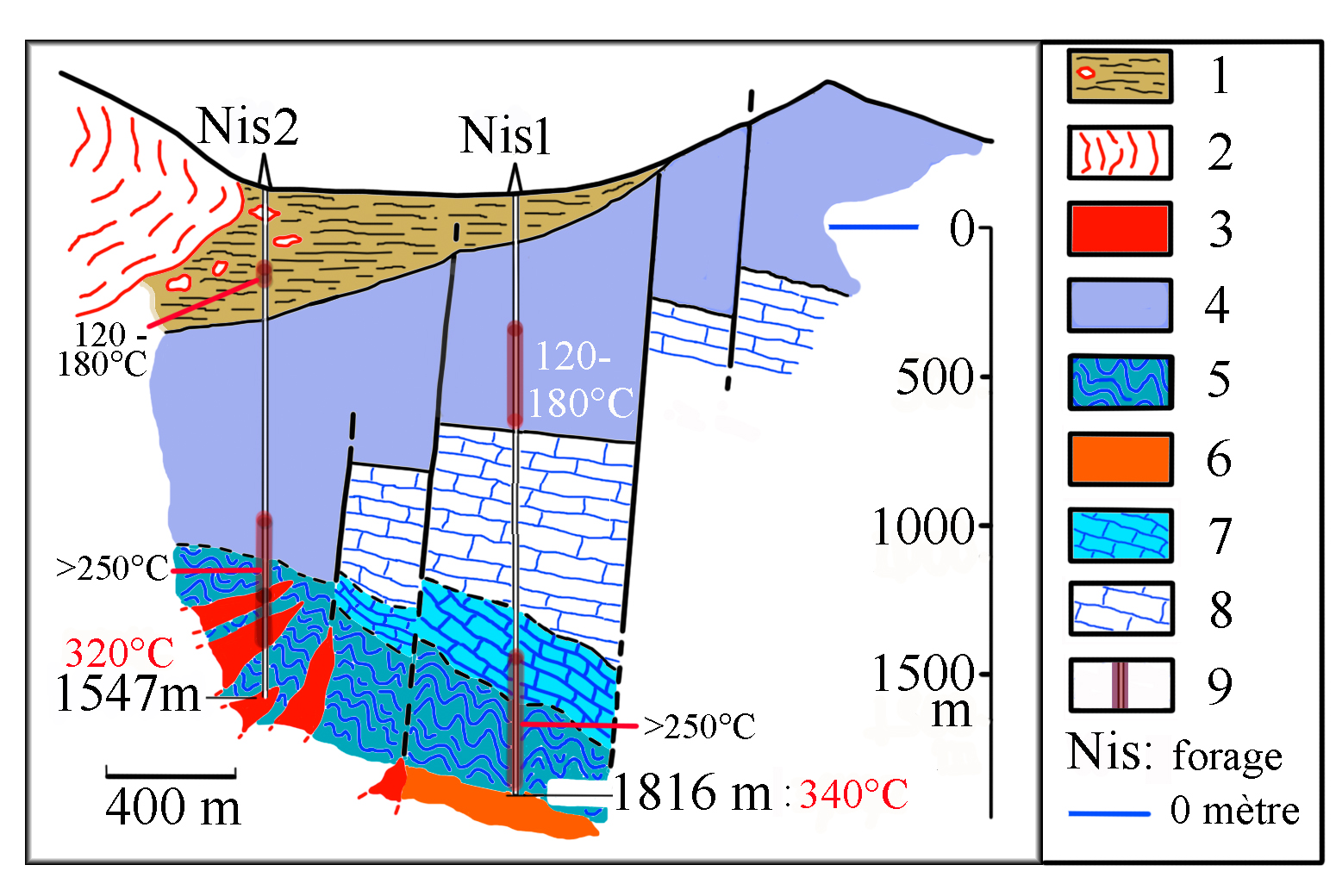
Coupe schématique de la caldeira de Nisyros d'après les données des forages profonds Nis1 et Nis2,. 1: Débris d'éboulis et d'alluvions remplissant la dépression de la caldeira; 2: dômes rhyodacitiques post-caldeira; 3: diorites quartziques; 4 : laves et téphras ante-caldeira; 5 et 6: roches thermométamorphiques et diorites appartenant à la chambre magmatique du volcan; 7: marbres; 8: calcaires; 9: niveaux perméables recoupés par les forages. Les températures indiquées en rouge ont été mesurées en fond de puits; les autres sont déduites des assemblages minéralogiques.

Les manifestations hydrothermales de la partie sud de la plaine de Lakki sont connues depuis longtemps des habitants de l'île et probablement depuis l'Antiquité; ainsi, plusieurs petites carrières artisanales y ont-elles été implantées, notamment au cours du 19e siècle pour l'exploitation  du soufre destiné au sulfatage des vignes. Mais la première description scientifique du site est donnée par le Français Claude-Henri Gorceix qui a visité l'île en 1873, après une série d'explosions phréatiques mais avant les éruptions de 1887. Il note l'existence de fumerolles très actives dont il détermine la température - supérieure à 100°C, et pouvant atteindre 110°C si la mesure est faite dans un petit trou; il précise la composition des gaz : hydrogène sulfuré H2S et acide carbonique H2CO3 principalement, et souligne la précipitation de dépôts de soufre et une argilisation des laves alentour, comparable à celle qui a été observée à Pouzzoles. Une carte de la zone fumerollienne est dessinée plus tard ; elle est reproduite ici. Au début des années 1980, la "Public Power Corporation" (PPC), organisme grec pour le développement des ressources énergétiques, est intéressée par ces températures de surface élevées; après une série de petits forages d'exploration (70 m de profondeur en moyenne), deux forages profonds (Nis1 et Nis2) sont implantés. L'un et l'autre ont apporté des résultats scientifiques importants pour la connaissance du volcan,. Nis1 recoupe le socle carbonaté de l'île à 691 m de profondeur tandis que Nis2 ne le rencontre pas, entrant à 1000 m de profondeur dans un complexe montrant l'alternance de diorite quartziques et de roches thermométamorphisées. Deux zones perméables (ou "aquifères" favorisant la circulation des fluides) sont recoupées par chacun des puits; une zone superficielle (de 400 à 700 m de profondeur pour Nis1, et de 250 à 350 m pour Nis2), et une zone profonde (de 1400 m jusqu'au fond du trou et de 1000 à 1350 m, respectivement). Les assemblages minéralogiques observés dans ces zones correspondent approximativement à des recristallisations à 120-180°C (chlorite ou séricite ± quartz ± zéolithes ± anhydrite ± carbonates) et au-dessus de 250°C (épidote ± adulaire ± albite ± stilpnomélane ± waïrakite ± trémolite). Les températures « fond de puits » mesurées sont respectivement de 340 et 320°C. Les deux réservoirs, ou aquifères, sont séparés par une épaisse couche imperméable (aquiclude) et ne communiquent dont pas l'un avec l'autre. Le champ fumerollien actuel, dont l'activité est modérée, est alimenté par l'aquifère superficiel avec lequel il communique par de nombreuses fractures principalement orientées du NE au SO ; la crise de la fin du XIXe siècle (1871-1873, 1887) aurait résulté de la "fracturation par de violents séismes de l'aquiclude séparant les deux aquifères et d'un soudain transfert de fluides vers l'aquifère supérieur, provoquant ainsi le démarrage des éruptions hydrothermales".

### Exploitation géothermique du site hydrothermal
Les températures élevées (> 300°C) observées à relativement faibles profondeurs (<2000 m) sont favorables à l'exploitation géothermique haute enthalpie de l'aquifère profond, c'est-à-dire à la production d'électricité utilisant la vapeur collectée à ce niveau. Le potentiel théorique du gisement serait de 50 MWe presque autant qu'un réacteur nucléaire! Dès 2011, la construction d'une centrale de 5 MW sur le site de Aghia Eirini, sur la côte sud de l'île, est envisagé par la PPC pour un coût total de 40 M€. La production prévue est de 40.000 MWh par an, soit de quoi alimenter environ 20.000 personnes, 20 fois plus que la population de Nisyros. La PPC compte donc acheminer l'électricité par câbles sous-marins vers toutes les îles du nord du Dodécanèse: Tilos, Yali, Kos, Pherimos, Kalimnos, Tenedos, Leros, Lipsi et Patmos, ce qui représente un bassin de population de plus de 60.000 personnes, sans compter les touristes.
Mais une telle opération industrielle ne présente pas que des bons côtés. Tout d'abord, l'exploitation de la vapeur naturelle d'un système fumerollien pose un problème de corrosion accélérée des circuits primaires par des saumures concentrées et très chaudes; des précipitations peuvent également se produire dans le circuit et en provoquer rapidement l'obturation. Se pose également le problème du rejet de ces saumures dont il est souhaitable qu'elles ne finissent pas à la mer (comme ça l'est envisagé par l'une des options) mais soient réinjectées dans les puits d'exploitation. Une autre nuisance est due au rejet dans l'atmosphère de gaz polluants (méthane, SH2) et de particules fines, mal supportés par le voisinage; la centrale géothermique qui fonctionnait à l'île de Milos (5 MW) a dû être stoppée à plusieurs reprises devant les protestations de la population. A Nisyros, comme à Milos, les habitants demandent l'abandon du projet de géothermie haute enthalpie au profit d'une centrale à basse énergie, moins polluante. Le projet initial a pris un retard considérable; il devait être opérationnel en 2020 et son édification n'a pas encore démarré à la date d'aujourd'hui (janvier 2021).

## Risques naturels majeurs
Les risques majeurs à Nisyros sont évidemment pour la plupart liés au caractère volcanique de l'île, directement ou indirectement. Ce sont les éruptions  volcaniques, les éruptions phréatiques (et/ou phréatomagmatiques) et les glissements de flancs. Le risque de tsunamis est également présent ainsi que le risque sismique. Bref, un certain nombre de menaces planent sur Nisyros; mais quelle est en réalité l'intensité du risque?

### Risque volcanique (magmatique)
L'activité magmatique à Nisyros a cessé après la mise en place des derniers dômes post-caldeira, postérieure à la deuxième nappe de ponces de Yali (<37ky ans); mais rien ne permet d'exclure un âge plus récent, bien que certainement préhistorique. Le volcan de Nisyros ne peut donc pas être considéré comme éteint et de nouvelles mises en place de matériaux magmatiques sont à considérer parmi les scénarios possibles. Mais les habitants seront certainement prévenus largement à l'avance, par des prémisses sismiques et hydrothermales. De fait, une crise sismique assez vigoureuse a secoué l'île dans les années 1995-1997, accompagnée de déformations crustales au nord-ouest de l'île. Les séismes étaient caractérisés par des foyers très superficiels (< 20 km);  ils ont été considérés comme liés à l'inflation d'une chambre magmatique située sous la zone Nisyros-Yali. Par ailleurs, le suivi de la composition des gaz des fumerolles entre 1997 et 2001 montre des rapports H2S/CO2 croissants et des rapports CH4/CO2 décroissants, dans des proportions importantes , ce qui est interprété "comme une contribution croissante de fluides magmatiques au système hydrothermal". L'idée du réveil des activités magmatiques de Nisyros n'est donc pas une simple hypothèse d'école.
Dans cette perspective, les risques encourus par la population et ses biens dépendent de la nature des produits volcaniques susceptibles de faire éruption; une réalimentation des réservoirs magmatiques par des produits peu différenciés, basaltes ou andésites, issus des zones de fusion partielle, se traduirait par des coulées fluides et des cônes stromboliens ne présentant que peu de danger si la population prend des précautions élémentaires; en revanche, l'éruption de laves différenciées, riches en silice (rhyodacites et rhyolites), riches en gaz et très visqueuses, conduirait à des écroulements de dômes, explosions pliniennes, nuées ardentes, déferlantes et courants de densité pyroclastiques, extrèmement meurtriers et destructeurs, non seulement pour les habitants de l'île mais éventuellement pour leurs voisins de Tilos et de Kos; la carte des risques n'épargne aucune partie de Nisyros et une évolution vers ce type d'éruption nécessiterait sans aucun doute l'évacuation totale de l'île, comme cela a été fait pour Montserrat en 1997.

### Risque phréatique
Cet aléa est à la fois le plus probable et le moins préoccupant. En effet, actuellement tout au moins, le risque est cantonné à la partie sud de la Plaine de Lakki qui n'est pas habitée, et les explosions phréatiques, même très violentes ne devraient pas réellement menacer les populations sauf à arroser de cailloux le village de Nikia situé juste au-dessus du site, sur le rebord de la caldeira. L'activité fumerollienne permanente et le caractère relativement récent des éruptions précédentes (1871-1873, 1887) rendent tout à fait plausible le déclenchement d'une crise dans un avenir imprévisible mais proche, surtout après la crise sismique de 1996-1997 et des variations chimiques des fluides qui l'ont suivie. La parade à cette menace consiste à éviter de construire toute infrastructure lourde dans ce secteur et de faire preuve de prudence, le moment venu, avant d'autoriser l'accès au Cratère Stephanos qui, en saison, est visité par 200 à 1000 touristes par jour.

### Glissements de flancs et tsunamis

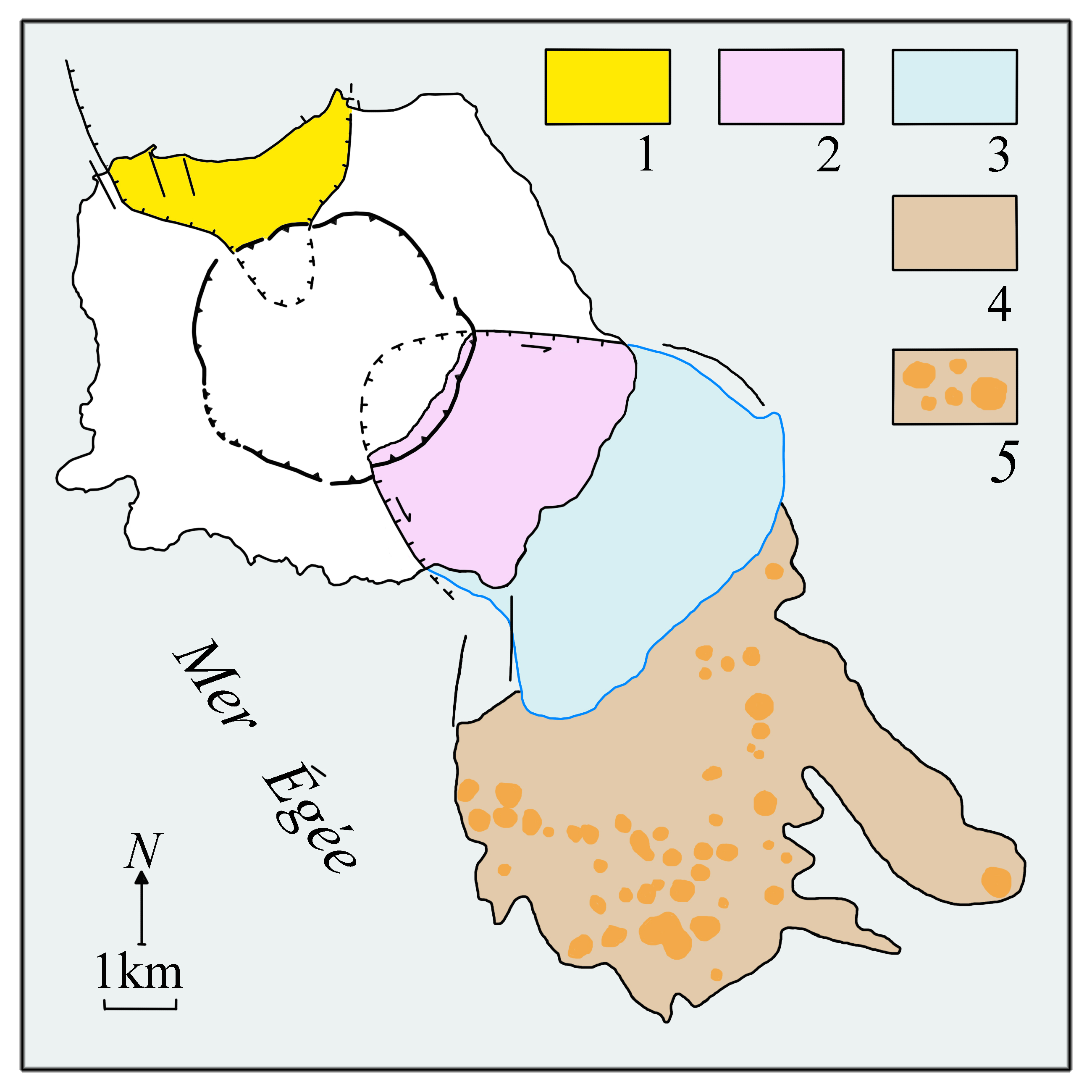
Les deux grands secteurs de glissement de flanc de Nisyros,. 1 = Avalanche de débris de Vunari, située sous les ponces inférieures de la sous-unité de Loutra; 2 = rhyolites de Nikia; 3 = rhyolites de Nikia situées sous le niveau de la mer; 4 = avalanche de débris; 5 = hummocks identifiés au sondeur multifaisceaux.

Le propre des stratovolcans est d'empiler les uns sur les autres des matériaux volcaniques divers qui se trouvent souvent en équilibre précaire sur les flancs de l'appareil. Sollicitées par la gravité, des unités plus ou moins volumineuses glissent alors sur les pentes, soit progressivement et sans conséquence catastrophique, soit au contraire brutalement et provoquant alors des ravages dans la topographie. Ces glissements prennent généralement la forme de coulées de débris; ils sont généralement initiés par une poussée magmatique continue, par des secousses sismiques, ou bien par un exhaussement du socle du volcan qui contribue à l'instabilité générale de l'édifice. Nisyros comporte deux zones de glissement de flanc très impressionnantes. La plus ancienne est l'avalanche de débris de Vunariqui constitue la base de la sous-unité de Loutra et s'étend sur près de 5 km2; cette formation est maintenant masquées presque partout par les deux nappes de ponces sous lesquelles on peut parfois la discerner, comme à la pointe de Pali (cf. la photo ci-dessus). La seconde zone de glissement est beaucoup plus vaste; elle a affecté les rhyolites de Nikia situées chronologiquement entre les deux nappes de ponces de la sous unité de Pali, et aurait donc été active avant 47.000 ans BP. Bien identifié à terre sur le flanc SE de l'île, cet énorme glissement a été identifié en mer sur près de 8 km, par plusieurs missions bathymétriques équipées de sondeurs multifaisceaux; la surface de l'avalanche de débris est caractérisée par son irrégularité liée à la présence de blocs de grande taille, ou hummoks. Le volume total du glissement est d'environ 1 km3. Le risque de nouveaux glissements de flancs est pris très au sérieux et menacerait presque tous les secteurs de l'île; outre les destructions directes qui pourraient être occasionnées par le déferlement des coulées de débris, les glissements de flancs pourraient être également la cause d'une reprise de l'activité magmatique liée à une décompression corrélative de l'édifice volcanique. L'arrivée à la mer de telles masses de matériaux est évidemment la cause du déplacement d'énormes volumes d'eau et de la formation de vagues puissantes, mères de tsunamis; bien qu'aucun indice n'ait été recueilli à ce jour à Nisyros, de tels tsunamis se sont certainement produits et ont dû affecter la presque totalité du littoral de l'île; la modélisation numérique a en effet montréque la vague destructrice, quelle que soit son origine, se propage, certes en perdant de sa puissance, sur presque toute la circonférence d'une île circulaire (en l'occurrence La Réunion). Les rivages de Kos et de Tilos ont eux aussi certainement été touchés, ainsi que les côtes d'Anatolie les plus proches.

### Risque sismique

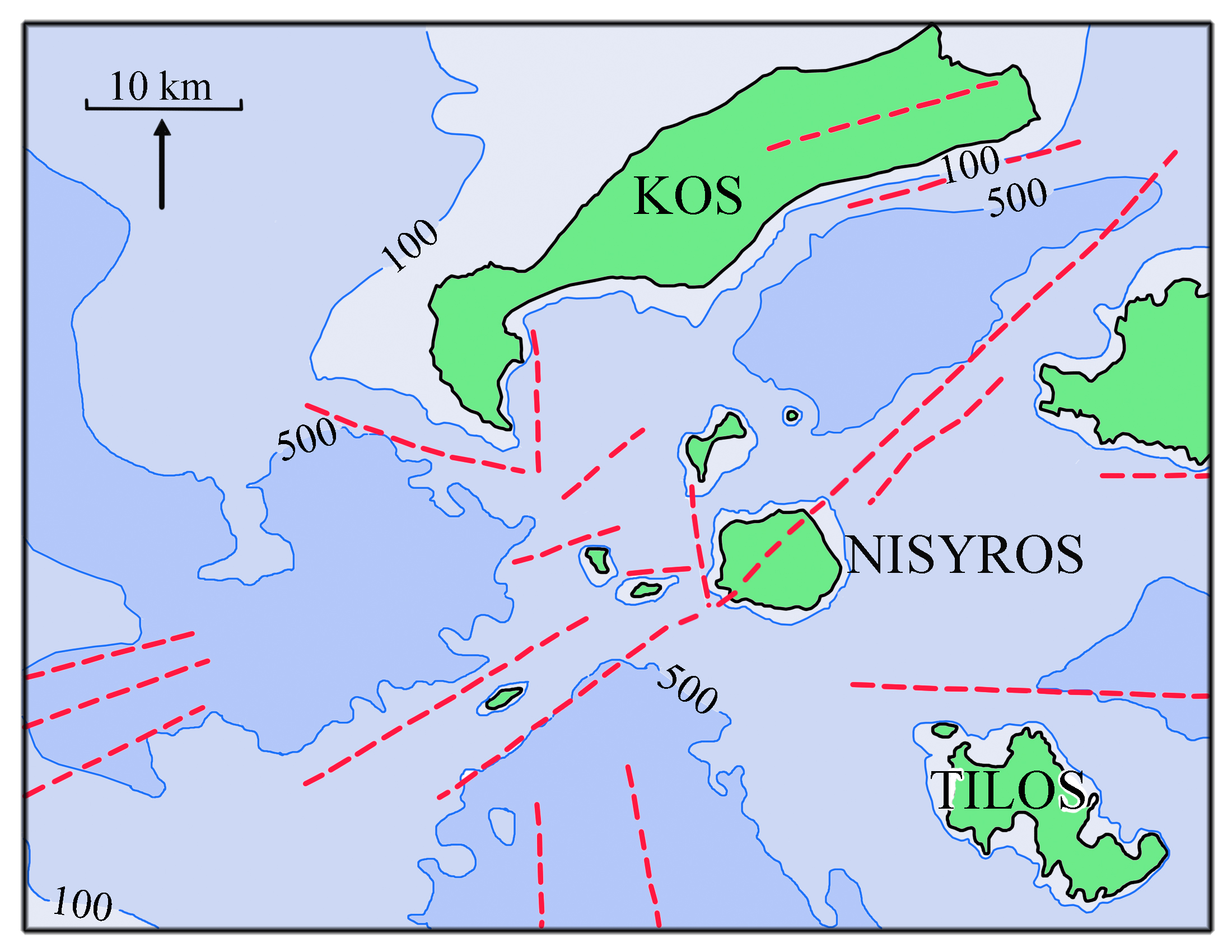
Les failles actives dans le secteur de Nisyros,.

Le risque sismique est présent à Nisyros, comme partout ailleurs en Mer Égée. Entre 1926 et 1977 par exemple, 65 séismes de magnitude comprise entre 4,5 et 6,6 ont été répertoriés, avec des foyers relativement superficiels (<75 km de profondeur). Entre 1995 et 1997, c'est une centaine d'évènements (magnitude jusqu'à 5,3) qui ont été enregistrés. Tous ces séismes n'ont pas forcément la même origine. Ceux de la crise de la fin du siècle paraissent, comme il a été dit plus haut, essentiellement liés à une inflation de la chambre magmatique tandis que d'autres sont à mettre en relation avec la tectonique régionale de la Mer Égée,. Les dégâts occasionnés aux habitations ont parfois été assez sévères mais les secousses ne semblent pas avoir provoqué de pertes humaines. D'autres séismes auront évidemment lieu dans l'avenir et provoqueront des destructions, soit directement, soit à la suite de tsunamis dont ils pourront être la source. Les villages d'Emborio et de Nikia, situés exactement sur le rebord abrupt de la caldeira de Lakki, pourraient être victimes d'éboulements catastrophiques.